# Ochetellus glaber
Espèce
Ochetellus glaber est une espèce de fourmis. Originaire de l'Australie, elle fut introduite dans un certain nombre de pays, comme la Chine, l'Inde, le Japon, la Nouvelle-Zélande, les Philippines et les États-Unis, où elle s'est établie en Floride et à Hawaï où elle est considérée comme une espèce envahissante. On la trouve aussi dans l'île Lord Howe, en Nouvelle-Calédonie, dans l'île Norfolk, à La Réunion et dans les îles Salomon.
Par rapport aux autres fourmis, O. glaber est une petite espèce, avec des ouvrières mesurant de 2 à 3 millimètres. Les mâles sont les plus petits, 1,6 mm, tandis que les reines mesurent 5,2 à 5,5 mm. La couleur de la fourmi varie du brun au noir.
Décrite comme une espèce nicheuse arboricole, O. glaber vit dans les zones boisées ouvertes ou de savane, nichant sous les pierres, les vieilles bûches sèches, dans les arbres creux et les tiges des plantes, et le bois pourri. Les nids peuvent également être construits dans des bâtiments et des structures, en particulier dans les pavages, les plafonds et les murs. Elle est à la fois diurne et nocturne, formant de longues traînées sur les arbres à la recherche de nourriture comme le miellat et les insectes. Elle a développé certaines associations avec certaines fleurs et a également tendance à s'associer avec certains insectes, tels que les cochenilles et les pucerons. Pendant le vol nuptial, les reines s'accouplent avec un ou plusieurs mâles ; les mâles ne s'accouplent qu'avec une seule reine. Parfois, un sous-ensemble d'une colonie peut quitter la colonie principale pour un autre site de nidification en tant qu'acte de dispersion. O. glaber envahit souvent les habitations humaines pour se nourrir d'aliments domestiques et est considérée comme un parasite domestique. Elle est interceptée de nombreuses fois aux États-Unis, où elle a le potentiel de perturber le contrôle biologique de certains ravageurs et de causer des impacts écologiques à long terme dans les zones où elle n'est pas indigène.

## Description
O. glaber est petite, avec des ouvrières mesurant de 2 à 3 millimètres,. L'antenne a 12 segments, dont les scapes sont deux fois moins longues que la tête. Ses orifices antennaires et la marge postérieure du clypéus sont séparés les uns des autres par une faible distance, peut-être inférieure à la largeur minimale des antennes antennaires. La taille des yeux varie de moyenne à grande, avec plus de six facettes. Le dos du mésosome a des rainures métanotales distinctes et n'a pas de poils dressés. Le propodéum présente une protubérance distincte qui rend la pente fortement concave. La taille de la fourmi n'a qu'un seul segment. Le pétiole est droit et n'est pas aplati. L'abdomen a une fente ventrale. La constriction entre le troisième et le quatrième segment abdominal n'est pas visible. La couleur de la fourmi va du brun au noir. Les mâles sont plus petits que les ouvrières et mesurent 1,6 mm. Le corps est de couleur brune, mais l'arrière du corps est noir brunâtre et les mandibules, les pattes et les antennes sont jaunes. La tête et le thorax sont visiblement ridés. Les reines O. glaber sont plus grosses que les mâles et les ouvrières, mesurant entre 5,2 et 5,5 mm.
Une jeune larve mesure 1,4 mm. Comparativement aux larves plus âgées, les jeunes corps larvaires sont plus gros et les contours sont plus droits. Treize somites différenciés sont présents. Les spinules (petites épines ou épines) sont plus proéminentes à l'extrémité postérieure. La longueur du corps est extrêmement courte et mesure de 0,002 à 0,015 mm. Les larves matures sont plus grandes, mesurant 3,9 mm. Le corps est court et trapu. Le tégument est spinuleux, portant de petites épines. Ces spinules sont en lignes transversales courtes à la fois ventralement et postérieurement. Les poils du corps sont importants mais on trouve peu de poils sur la tête. Les mandibules contiennent une grande dent apicale. Les palpes maxillaires et labiaux (organes qui aident la fonction sensorielle à manger) ont trois sensilles (un organe sensoriel qui dépasse de la cuticule). Contrairement aux autres Dolichoderinae, les larves sont jaunes, pas blanches.
Le caryotype a huit chromosomes métacentriques, quatre chromosomes submétacentriques à acrocentriques et deux chromosomes submétacentriques.

## Répartition
Ochetellus glaber habite de nombreuses régions d'Océanie. En Australie, son aire de répartition s'étend de la côte du Queensland et de la Nouvelle-Galles du Sud au sud-ouest de l'Australie-Occidentale. Elle est introduite en Nouvelle-Zélande vers 1927 et devient bien établie dans les années 1940,. Alors que la fourmi est restée en grande partie à Auckland et dans certaines banlieues, les autorités néo-zélandaises ont intercepté des spécimens ailleurs plusieurs fois, et elles peuvent s'étendre à d'autres villes néo-zélandaises. Elle est considérée comme un nuisible potentiel, mais pas une espèce envahissante. De plus, des spécimens d'O. Glaber ont été prélevés sur l'île Lord Howe, en Nouvelle-Calédonie, sur l'île Norfolk, aux îles Salomon et dans les Nouvelles-Hébrides.
On a trouvé aussi Ochetellus glaber à La Réunion, en Inde et aux Philippines. En Inde, elle est collectée dans les États de l'Haryana, de l'Himachal Pradesh, du Karnataka, du Maharashtra et de l'Uttarakhand. On l'a trouvée en Chine et à Macao, ainsi qu'au Japon et au Sri Lanka. Aux États-Unis, O. glaber est signalée pour la première fois à Hawaï en 1977, d'où elle provient d'Australie et du Japon. À Hawaï, on le trouve actuellement sur Kauai, Maui, Oahu et l'île d'Hawaï. On le trouve en Floride, où les spécimens recueillis furent trouvés dans une souche de Syagrus romanzoffiana. C'est une espèce abondante mais localisée dans le comté d'Orange, qui se trouve dans le bois mort ou dans les touffes de graminées des marais.
Ochetellus glaber est une espèce nicheuse arboricole. Elle vit dans des zones ouvertes ou des savanes boisées, nichant sous des pierres ou de vieilles bûches sèches, ou bien dans des arbres creux, des tiges de plantes ou du bois pourri. On le trouve également souvent dans les jardins. On la trouve dans les forêts de montagne, les forêts humides, dans les pâturages, les bacs à fleurs et les palmiers séchés. Elle se trouve entre 5 et 1 585 m d'altitude. Dans les bâtiments et les structures, O. glaber niche dans les crevasses et les cavités telles que les rocailles, les pavés et les briques. Elle niche également dans les plafonds, les murs et les sous-planchers.

## Écologie

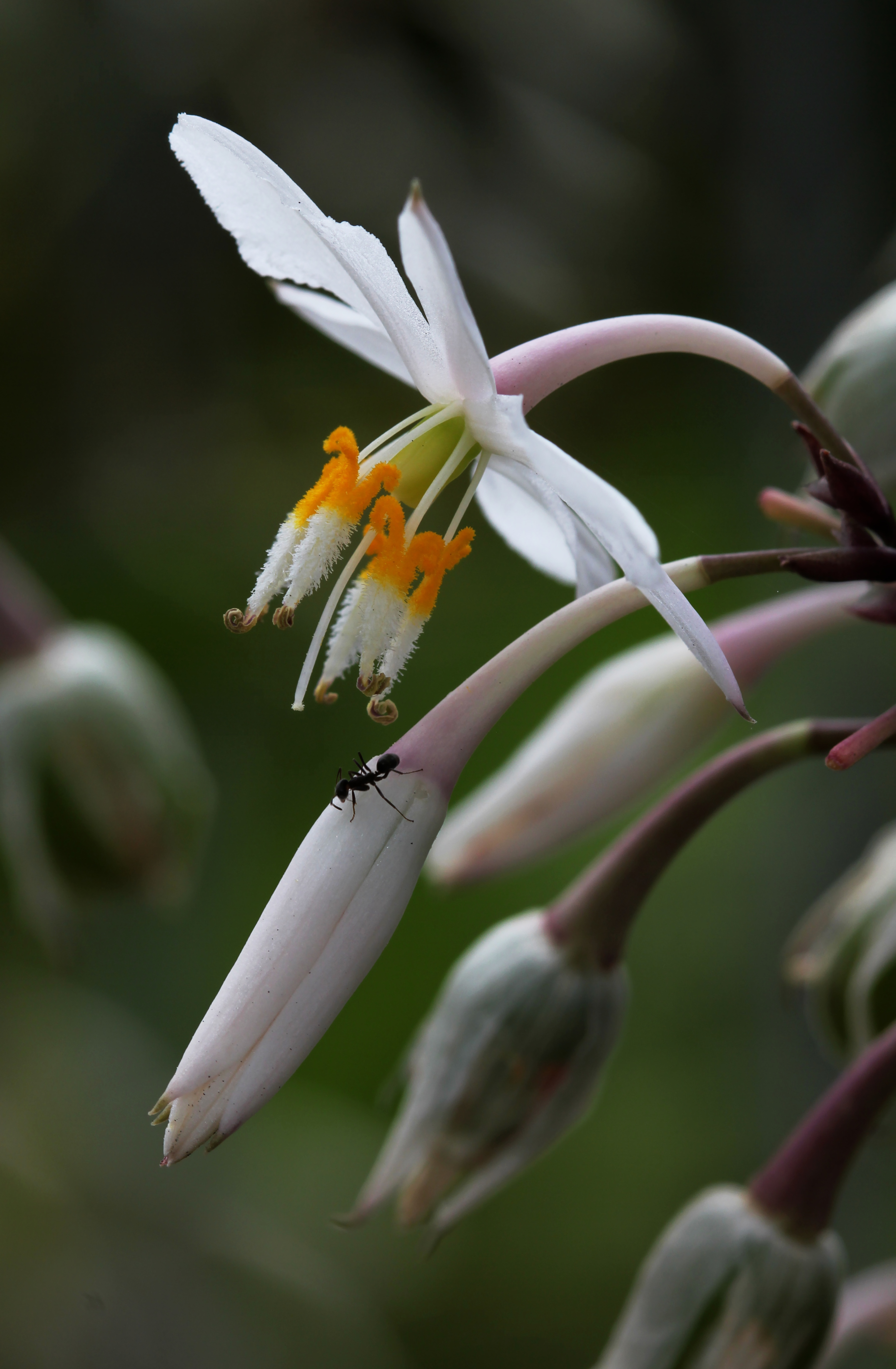
Ouvrière sur Arthropodium cirratum, plante endémique de la Nouvelle-Zélande

Ochetellus glaber est omnivore, formant de longues traînées sur les troncs d'arbres pour rechercher des substances sucrées comme le miellat et pour chasser les insectes,. La fourmi est active pendant le jour et la nuit. L'activité augmente la nuit ou par temps couvert, avec un pic tôt le matin et tard le soir. L'activité nocturne varie mais est minime ou inexistante. O. glaber consomme des carcasses d'oiseaux morts, des tortues de mer, des poissons-perroquets, des pupes de mouches des fruits et des larves de teigne des crucifères. Elle a également une préférence pour les plantes grasses. Les galeries de Coptotermes formosanus sont souvent envahies par O. glaber, bien que les taux de mortalité soient considérablement plus élevés que pour Pheidole megacephala.
La fourmi a développé des associations avec des organismes. Les ouvrières visitent souvent des fleurs pour le nectar, principalement celles de Pisonia, mais aussi de Canavalia, Commicarpus, Ipomoea, Melanthera, Plumbago et Scaevola. O. glaber s'associe également à certains insectes, dont Dysmicoccus brevipes et des pucerons. O. glaber s'associe indirectement à Ananusia australis, une guêpe parasitoïde encyrtidique.

### Relation avec les hommes
O. glaber est considérée comme un organisme nuisible. Bien qu'elle ne pique pas, elle mord et, lorsqu'elle est écrasée, elle produit une forte odeur,. Elle entre dans les maisons humaines pour recueillir de la nourriture, traçant les plafonds, les poutres et les solives et laisse tomber les débris de fourmis sur les surfaces en dessous. La fourmi peut également se propager rapidement en raison de son fort potentiel de reproduction et de dispersion.
O. glaber est plus potentiellement dangereuse dans certains endroits que dans d'autres. Les États-Unis, et en particulier l'État de Californie, interdisent l'entrée de la fourmi de peur qu'elle ne perturbe les écosystèmes du pays. Sa relation avec les insectes producteurs de miellat et la consommation de parasitoïdes pourraient perturber le contrôle biologique de certains ravageurs, risquant des dommages écologiques à long terme qui pourraient réduire la biodiversité, perturber les communautés naturelles ou modifier les processus écosystémiques. Le Département de l'Alimentation et de l'Agriculture de la Californie a intercepté la fourmi dans du matériel de pépinière et des plantes fraîches d'Hawaï. La Californie est particulièrement vulnérable à l'infestation par O. glaber parce que le climat de l'État ressemble à celui des régions où vit déjà la fourmi. Néanmoins, il est peu probable qu’O. glaber réduise les rendements des cultures, augmente les coûts de l'agriculture, dégrade l'approvisionnement en eau ou perturbe probablement les marchés des produits agricoles californiens.
En Nouvelle-Zélande, la fourmi ne se trouve que dans les jardins urbains et certaines maisons.

## Reproduction
Pendant le vol nuptial, une reine peut s'accoupler avec plusieurs mâles alors que les mâles ne s'accouplent qu'avec une seule reine, ce qui les rend monogynes. Parfois, les colonies prolifèrent en bourgeonnant quand un sous-ensemble de la colonie, y compris les reines, les ouvrières et les couvées (œufs, larves et pupes) quittent la colonie principale pour un autre site de nidification.

## Sous-espèces
| Sous-espèces          | Description | Image |
| --------------------- | --- | ----- |
| O. glaber clarithorax | O. glaber clarithorax diffère de O. glaber par l'aspect de son thorax et de parties des pattes, de couleur rouge-jaune. Le dos du métathorax est brun. La reine mesure 5 mm, et son thorax est brun rougeâtre. L'avant de la tête, ainsi que les pattes et les antennes, sont également brun rougeâtre. Les spécimens d’O. glaber clarithorax ont été colléectés à plusieurs endroits, notamment Brisbane dans le Queensland et Sydney en Nouvelle-Galles-du-Sud. |       |
| O. glaber consimilis  | O. glaber consimilis se distingue de O. glaber par sa tête plus large et plus des côtés convexes et arrondis dans les régions arrières. Sa plus grande largeur se trouve plus en avant et la marge postérieure est plus étroite. La surface basale de l'épinotum (le segment moyen du mésothorax) est plus longue et sa surface est plus raide et plus concave. L'abdomen est noir ou bronze, les pattes noires, et les mandibules, les scapes (le segment basal allongé de l'antenne), le trochanter et le tarse sont jaune-rougeâtre. O. glaber sommeri a des couleurs similaires à O. glaber consimilis, mais la fourmi a une tête plus large, est plus robuste, et l'épinotum se différencie légèrement. Les spécimens de O. glaber consimilis furent collecté dans la chaîne de Rawlinson en Papouasie-Nouvelle-Guinée. |       |
| O. glaber sommeri     | O. glaber sommeri mesure 2,4 mm. La fourmi est noire, avec les articulations des pattes et la base des scapes rougeâtres. Par rapport à O. glaber, O. glaber sommeri est plus robuste et une tête plus petite. Elle fut collectée en Nouvelle-Calédonie. |       |

## Source de la traduction
- (en) Cet article est partiellement ou en totalité issu de l’article de Wikipédia en anglais intitulé « Ochetellus glaber » (voir la liste des auteurs).